# Маньчжурський кандидат (фільм, 2004)
«Маньчжурський кандидат» (англ. The Manchurian Candidate) — американський трилер, знятий режисером Джонатаном Деммі у 2004 році. Не рекомендується дітям до 16 років. Екранізація роману Річарда Кондона.

## Сюжет
Під час війни в Перській затоці американські військовослужбовці — капітан Беннет Марко і сержант Реймонд Шоу — потрапили в полон, і один з них був підданий суперсекретній процедурі, мета якої — створення програмованого вбивці, здатного усунути президента США. Після десяти років Шоу досить далеко просунувся в області політики — він тепер працює на кандидата в президенти. Марко ж щасливо уникнув нелюдської екзекуції багато років тому; він розуміє, що рано чи пізно Шоу отримає сигнал і розпочне завдання.

## У ролях
- Дензел Вашингтон — майор Беннетт Марко
- Меріл Стріп — сенатор Елеанор Шоу
- Лев Шрайбер — конгресмен Реймонд Шоу
- Джон Войт — сенатор Томас Джордан
- Віра Фарміґа — Джоселін Джордан
- Кімберлі Еліс — Розі
- Джеффрі Райт — капрал Ел Мелвілл
- Бруно Ганц — Дельп
- Тед Лівайн — полковник Говард
- Саймон Макберні — Аттікус Нойл

### Епізодичні ролі
- Ел Франкен — репортер
- Трейсі Волтер — клерк
- Сідні Люмет — політичний експерт
- Мігель Феррер — полковник Гаррет
- Дін Стоквелл — Марк Вайтінг
- Чарльз Неп'єр — генерал Слоун
- Ентоні Макі — Роберт Бейкер
- Роджер Корман — державний секретар
- Ґейл Кінґ — ведуча телешоу

## Цікавий факт
«Маньчжурський кандидат» зразка 2004 року є рімейком відомого однойменного фільму режисера Джона Франкенхаймера, знятого в 1962 році. У ролі капітана Беннета Марко знявся Френк Сінатра, Реймонда Шоу зіграв британський актор Лоуренс Гарві.